# Charakterstück
Ein Charakterstück (französisch: pièce caractéristique oder pièce de caractère; auch charakterisiertes oder lyrisches Stück oder Genrestück), ist ein Musikstück, das einen außermusikalischen Inhalt, eine Stimmung oder einen Charakter ausdrücken soll, der zumeist mit einem bildhaften Titel umschrieben wird. Der Titel kann eine charakterisierte Person bezeichnen, wie z. B. La Bersan (François Couperin); ebenso ein Tier, wie z. B. La Poule („Die Henne“, Jean-Philippe Rameau); oder auch eine emotionale Stimmung, wie Les Langueurs tendres (F. Couperin) oder Sehnsucht (Franz Liszt); ebenso ein Bild oder Ereignis, das zu einer Stimmung führt, wie Wilder Reiter, Erster Verlust (Robert Schumann) oder Die Mühle im Schwarzwald (Richard Eilenberg). Grundsätzlich können Charakterstücke für jede Art von Instrumenten komponiert sein, besonders beliebt waren (sind) sie in der Sololiteratur für Cembalo und Klavier. Es gibt jedoch auch Charakterstücke für andere Instrumente und sogar für Orchester (siehe unten).

## Geschichte

### Ursprünge
Bereits im 16. Jahrhundert gaben einige Komponisten ihren Tänzen oder Instrumentalcanzonen außermusikalische Namen. Möglicherweise handelt es sich dabei zumindest in einigen Fällen, wie z. B. den Clavier-Canzonen La Rosa von Claudio Merulo (1533–1604) oder La Capricciosa von Vincenzo Pellegrini (um 1562–1630), bereits um Charakterstücke. Um 1600 komponierten englische Virginalisten einige kleine Cembalostücke, die als frühe Charakterstücke gelten können, wie John Bulls (1562–1628) My Selfe („Selbstbildnis“) oder My Grief („Mein Schmerz“) oder Giles Farnabys (ca. 1563–1640) Farnabyes Conceit („F.s Laune“) oder Giles Farnabyes Dreame („F.s Traum“).
Die musikalische Charakterisierungskunst wurde im Barock auf der Grundlage der sogenannten Affektenlehre ausgebaut, welche bestimmte Stimmungen und Ausdruckslagen mit musikalischen Stilmitteln verband.

### Erste Blüte im 18. Jahrhundert
Das eigentliche Charakterstück kam im 17. Jahrhundert in Frankreich auf und wurde vor allem von François Couperin (1668–1730) in Mode gebracht, der die bis dahin traditionell üblichen und die musikalische Fantasie und Ausdruckskraft erheblich einschränkenden Tanzformen seiner ab 1713 veröffentlichten Cembalo-Suiten („Ordres“) nach und nach fast ausschließlich durch Charakterstücke ersetzte. Als Mittel der Charakterisierungskunst dienten ihm dabei nicht nur Tempo, Tonart, Metrum, Melodik, Rhythmus oder musikalische Struktur – wie beispielsweise rein arpeggierte Stücke oder die Einbeziehung als „italienisch“ geltender musikalischer Mittel (z. B. Virtuosität) –, sondern auch die ganz gezielt eingesetzte Tessitur (hoch, mittel, tief) auf dem Cembalo – kurz ein raffiniertes Klangbewusstsein. Seinen Ausdruckswillen unterstrich Couperin auch durch die Verwendung einer Fülle neuartiger Vortragsbezeichnungen wie tendrement, noblement, gracieusement, affectueusement, amoureusement, voluptueusement, grotesquement, languissament, audacieusement etc. Die eigentlichen Titel von Couperins Charakterstücken sind voller Anspielungen, die heutzutage (und vielleicht auch damals) manchmal nicht immer verständlich oder von vornherein als geheimnisvoll gedacht sind, beispielsweise Les Barricades mystérieuses („Die geheimnisvollen Barrikaden“), Les Idées heureuses („Die glücklichen Ideen“) u. a. Alle seine Nachfolger, wie Jean-Philippe Rameau (1683–1764), Jean-François Dandrieu (ca. 1682–1738), Louis-Claude Daquin (1694–1772), Jacques Duphly (1715–1789) u. a., folgten ihm bis in die zweite Hälfte des 18. Jahrhunderts in dieser Vorliebe für Charakterstücke. 
Auch für andere Instrumente wurden „pièces caractéristiques“ komponiert, beispielsweise für Gamben, wie die Stücke Les Pleurs („Die Tränen“) von Monsieur de Sainte Clombe und La Rêveuse („Die Träumerin“) von Marin Marais, die beide einem größeren Publikum durch Jordi Savalls Soundtrack zu dem Film Die siebente Saite bekannt wurden. Rameau schrieb in seinen Pièces de clavecin en concert auch Charakterstücke für konzertierendes Cembalo mit Begleitung von Violine und Gambe (oder 2 Violinen, oder Traverso und Gambe).
Charakterstücke nach französischem Vorbild und oft mit französischen Titeln wurden auch in Deutschland namentlich von Georg Philipp Telemann (1681–1767) in seinen Orchestersuiten verwendet, meistens mit Tänzen gemischt. Beispiele sind die beiden Sätze Les Irrésolus („Die Unentschlossenen“) und Les Capricieux („Die Launenhaften“) in Telemanns Ouverturensuite in g-moll, TWV 55:g4, für 3 Oboen, Fagott, Streicher und B.c.
Carl Philipp Emanuel Bach (1714–1788) komponierte abgesehen von Sonaten, Fantasien und Rondos Mitte der 1750er Jahre auch mehr als zwei Dutzend technisch teilweise wenig anspruchsvolle, aber ästhetisch reizvolle „charackterisirte Stücke“ für „Clavier“ mit französischem Titel, von denen die meisten eine Person seines Berliner Bekanntenkreises porträtieren, z. B. La Böhmer (Wq 117/26), La Caroline (Wq 117/39) etc. Dabei bezieht sich der weibliche Artikel „La...“, genau wie es in Frankreich üblich war, nicht unbedingt auf das Geschlecht der dargestellten Person, sondern wird im Sinne von „la pièce“ (das Stück) gebraucht: Nach Aussage von C.P.E. Bach selber wollte er beispielsweise in La Pott (Wq 117/18) „den Gang des Mannes“ darstellen. Diese „petites pièces“ waren seinerzeit sehr beliebt und weit verbreitet, einige wurden auch gedruckt. Andere deutsche Komponisten, die ebenfalls Beiträge zu dem Genre leisteten, waren unter anderem Carl Friedrich Christian Fasch (1736–1800), Johann Philipp Kirnberger (1721–1783) und Friedrich Wilhelm Marpurg (1718–1795). Die Sammlung Musikalisches Mancherley (Berlin 1762–63) enthält zahlreiche Charakterstücke, teilweise anonym.

### Theoretisches Interesse und pädagogischer Bedarf ca. 1750–1800
Inspiriert von den Pièces de Clavecin der französischen Clavecinisten empfahl auch der norddeutsche Komponist Christian Gottfried Krause in seiner Schrift Von der musikalischen Poesie (1753), Musikstücken einen Titel zu geben. Wichtig in jener Zeit war der Grundsatz der Naturnachahmung, wie er von Charles Batteux propagiert wurde.
Während sich in der Zeit der Vorklassik und Klassik abstraktere musikalische Formen wie die Sonate und die Sinfonie in ganz Europa durchsetzten und auf einen Höhepunkt weiterentwickelt wurden, vertraten ähnliche Ansichten noch der Musiktheoretiker Friedrich Wilhelm Marpurg und der Komponist Johann Friedrich Reichardt. Christian Gottfried Körner verfasste 1785 seinen Aufsatz Über Charakterdarstellung in der Musik.
Bedarf für diese musikalischen Werke ergab sich vor allem aus Liebhaberkreisen, weniger von der Seite der professionellen Musiker. Dem Musikunterricht dienten sogenannte Handstücke, die Vorläufer späterer (Klavier-)Etüden des 19. Jahrhunderts.
1784 publizierte Gottlieb Christian Füger Charakteristische Clavierstücke zur Darstellung von zwölf Affekten – eine Sammlung von eher etüdenhaftem Charakter, die ästhetisch und gerade in Bezug auf musikalische Charakterisierungskunst weit hinter den französischen Vorläufern oder C.B.E. Bach zurückbleibt. Die Charakterstücke von Johann Abraham Peter Schulz („Six diverses Pièces pour le clavecin ou pianoforte“, 1778/79) haben keinen zyklischen Zusammenhang mehr. Die Emanzipation des Einzelsatzes war eine Motivation für Komponisten, Charakterstücke zu schreiben.

### Musikalische Poesie im 19. Jahrhundert
Die beginnende Romantik schuf neue Voraussetzungen. Entscheidend war in dieser Zeit, dass die Klaviersonate nicht mehr als die repräsentative Gattung der Klaviermusik angesehen wurde. Vielmehr wurde das Prinzip der liedhaften, lyrischen Gestaltung die neue Grundlage für die Instrumentalmusik dieser Epoche. Das Charakterstück mit seinen poetischen Neigungen wurde nun zu neuer Entfaltung gebracht.
Als einer der ersten Vertreter des moderneren Charakterstücks schrieb der Prager Johann Wenzel Tomaschek ab 1807 im Laufe von über 30 Jahren insgesamt zehn Alben mit ausgeprägten Charakterstücken, meist in dreiteiliger Liedform. Den seit 1810/1811 veröffentlichten Eklogen folgten später noch Rhapsodien. Als späte Varianten einer barocken Affektdarstellung kann man noch die Charakteristischen Studien für das Pianoforte (1836) von Ignaz Moscheles verstehen. Sie haben Überschriften wie: „Zorn, Widerspruch, Zärtlichkeit, Angst“.
Aus den „Handstücken“ wurden mit der Zeit technisch anspruchsvollere Etüden. Hier finden sich wesentliche Ausgangspunkte für die Werke späterer Künstler, darunter auch Felix Mendelssohn Bartholdys Lieder ohne Worte, Sieben charakteristische Stücke op. 7 (1827). Diese stehen im Zeichen ihrer Vorgänger Ludwig Berger und Ignaz Moscheles. Anders als Mendelssohn fand Franz Schubert seine musikalischen Vorlagen hauptsächlich in der Gesangsmusik.
Bei Robert Schumann wird das poetisierende Element häufig durch Überschriften bestätigt (Waldszenen, Kinderszenen, Nachtstück, Fantasiestück, Albumblätter…). Die 18 Davidsbündlertänze op. 6 (1837) werden erst in der 2. Ausgabe von 1850/51 als Charakterstücke bezeichnet.

### Popularisierung und Prestigeverlust
Mit der Popularisierung des Charakterstücks in der Unterhaltungsmusik und dem Aufkommen der Programmsinfonie, sinfonischen Dichtung sowie der Musik im romantischen Ballett, wo ganze Handlungen im größeren Rahmen und größerer Besetzung musikalisch dargeboten werden, verlor das Charakterstück an Bedeutung. Es wurde umso häufiger mit den optischen Sensationen der Zeit kombiniert wie Panorama und Diorama oder dem Lebensbild im populären Theater. Im Gegenzug bildete sich das Ideal einer Absoluten Musik, die von außermusikalischen Bedeutungen „gereinigt“ sein sollte.
In der Nachfolge Schumanns standen Künstler wie Stephen Heller, Theodor Kirchner (Neue Davidsbündlertänze op. 17, 1872, und Charakterstücke op. 61, 1882) und Adolf Jensen. Dabei wurde das Charakterstück immer mehr zu einer Art Schablone. Spätere Komponisten wie Edvard Grieg entwickelten ihren eigenen Stil (Hochzeitstag auf Troldhaugen [Bryllupsdag på Troldhaugen], 1897).

### Varianten im 20. Jahrhundert
Über den Impressionismus Claude Debussys entwickelte sich eine französische Tradition des Charakterstücks (Children’s Corner, Estampes, Images), die über Maurice Ravel, Eric Satie bis zu Olivier Messiaen reicht.
Ab dem Ende des 19. Jahrhunderts werden auch Werke der Salonmusik als Charakterstücke bezeichnet. Die Radiomusik des 20. Jahrhunderts pflegte das Charakterstück als touristisches Souvenir (An der blauen Adria von Gerhard Winkler) oder funktionales Musikstück (Der fröhliche Wecker von Boris Mersson). Der Begriff bekommt dadurch einen schillernden Charakter und wird oft abwertend gebraucht. Bei den Charakterstücken dieser Epoche steht ein überraschender musikalischer Effekt im Vordergrund. Beispiele hierfür sind die Petersburger Schlittenfahrt (in manchen Aufnahmen mit Peitschenknallen und Hundegebell) und die Die Mühle im Schwarzwald (in manchen Aufnahmen mit Vogelgezwitscher) von Richard Eilenberg, Auf einem persischen Markt von Albert Ketèlbey (in der Zirkusmusik als Inbegriff des Orientalischen verwendet) und Heinzelmännchens Wachtparade von Kurt Noack.

## Abgrenzung von der Programmmusik
Nicht immer leicht von den Charakterstücken abzugrenzen ist die Programmmusik. Der Musikwissenschaftler Hugo Riemann hielt „das entzückte Verweilen des Komponisten bei der Einzelwirkung“ (Handbuch der Musikgeschichte, 1913) für eine Eigenschaft des Charakterstücks. Demgegenüber beschreibt Programmmusik eine ganze Handlung. Am besten lässt sich der Unterschied zwischen Charakter und Handlung in der Poetik des Aristoteles zur Abgrenzung heranziehen: Programmmusik beschreibt eine Art Drama oder Epos, während das Charakterstück statisch bleibt und höchstens Kontraste (so oft in einem Mittelteil) zeigt.

## Formen
Das Charakterstück steht, anders als die Sätze einer Sonate oder Suite, oft für sich allein, etwa als Albumblatt, Pièce détachée oder Moment musical. Mehrere lyrische Stücke vereinen sich manchmal untereinander zu Zyklen, zum Beispiel mit ähnlichen Themen (wie Schumanns Kinderszenen). Als Vorlage dienen Tanz-, Lied- und Rondoformen, seit der Romantik fanden vor allem die Liedformen Verwendung.